# Untergailnau

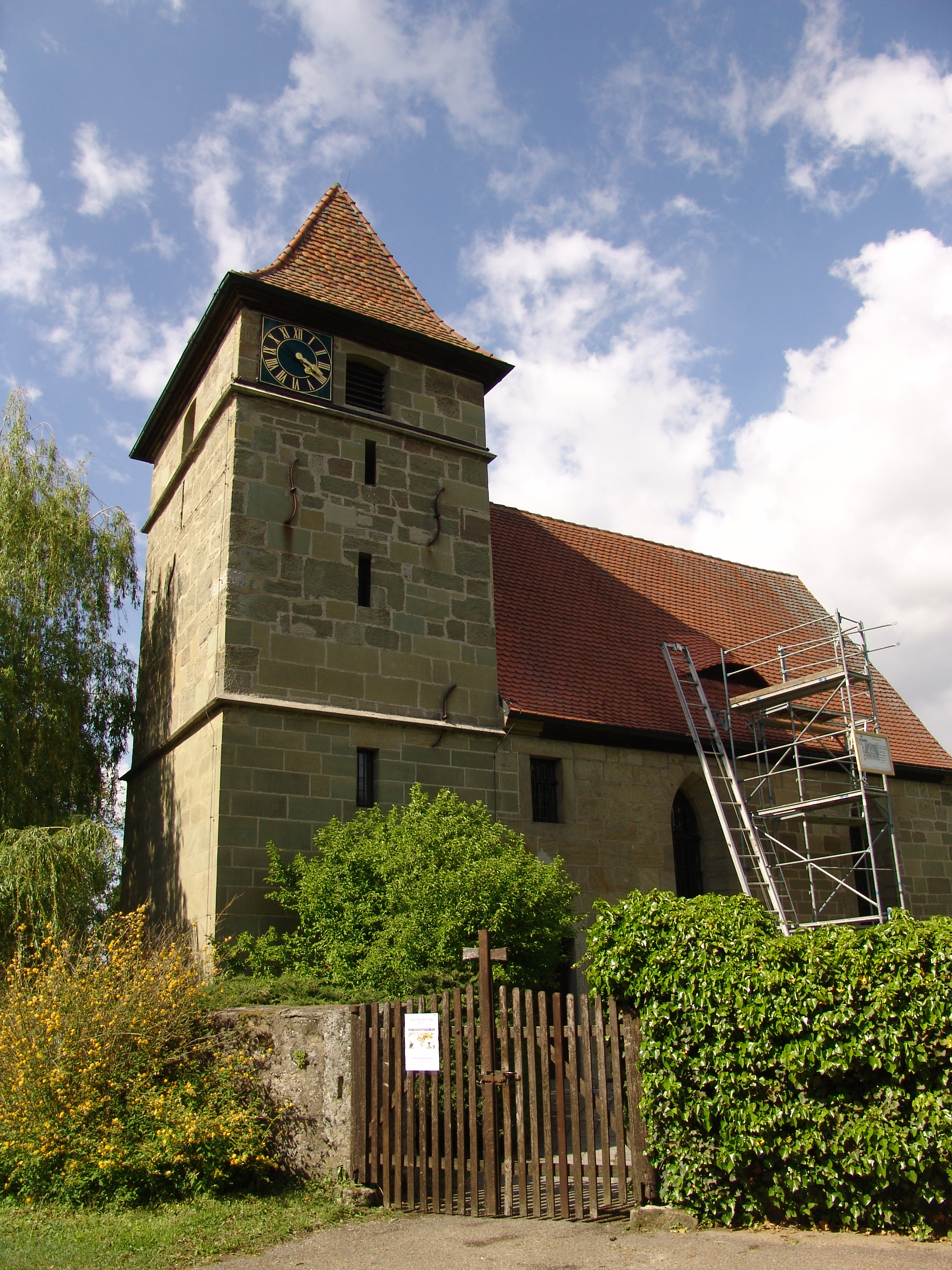
St. Alban

Untergailnau (fränkisch: Gāla) ist ein Gemeindeteil der Gemeinde Wettringen im Landkreis Ansbach (Mittelfranken, Bayern). Untergailnau liegt in der Gemarkung Gailnau.

## Geographie
Das Kirchdorf liegt am Fuße der Schillingsfürst-Wettringer Hardt, die Teil der Frankenhöhe ist. 1 km östlich erhebt sich der Wölfleinsberg (545 m ü. NHN), 1 km südlich der Gailnauer Berg (543 m ü. NHN). Südwestlich des Ortes liegt das Egelseefeld, nordöstlich steht eine Fichte, die als Naturdenkmal ausgezeichnet ist. Im Nahbereich des Ortes entstehen zwei Bachgräben des Namens Gailnauer Graben; der eine läuft nach Nordwesten und mündet in die Tauber, der nach Nordosten ziehende entwässert über den Oestheimer Mühlbach etwas weiter abwärts in den Fluss.
Die Staatsstraße 2419 führt nach Walkersdorf (2,5 km östlich) bzw. nach Insingen (4 km nördlich). Eine Gemeindeverbindungsstraße führt nach Wettringen zur Staatsstraße 2247 (2,5 km südwestlich) bzw. nach Oberoestheim (1,7 km nordöstlich). Eine weitere Gemeindeverbindungsstraße führt nach Obergailnau (0,7 km südöstlich).

## Geschichte
In Untergailnau gab es ursprünglich ein Schloss, das König Ludwig IV. gehörte. Dieser übergab es Heinrich dem Küchenmeister, der es wiederum den Herren von Hohenlohe übergab. 1373 wurde Gailnau zur Stadt erhoben, die berechtigt war, einen Wochenmarkt abzuhalten. Wie lange Gailnau dieses Stadtrecht innehatte, ist unklar. 1406 verkaufte Johannes von Hohenlohe, der auch die Pfarrei St. Alban in dem Ort gestiftet hatte, den Ort an die Reichsstadt Rothenburg. 1408 wurde auf kaiserlichen Befehl das Schloss niedergerissen. Vorausgegangen war ein Streit des Burggrafen Friedrich von Nürnberg mit der Reichsstadt Rothenburg.
Während des Dreißigjährigen Krieges brannten 15 Häuser ab. Unter Führung des französischen Generals Ezéchiel de Mélac sollen im November 1688 französische Mordbrenner 16 Häuser angezündet und dadurch einen Schaden von mindestens 3599 Gulden angerichtet haben.
Anfang des 18. Jahrhunderts waren alle Haushalte Rothenburg untertan.
Mit dem Gemeindeedikt (frühes 19. Jahrhundert) wurde Untergailnau dem Steuerdistrikt und der Ruralgemeinde Gailnau zugewiesen. Im Zuge der Gebietsreform in Bayern wurde diese am 1. Mai 1978 nach Wettringen eingemeindet.
Bis in die 1950er Jahre hatte der Ort einen Haltepunkt an der Bahnstrecke Steinach bei Rothenburg–Dombühl.

### Baudenkmäler
In Untergailnau gibt es vier Baudenkmäler:
- Evangelisch-lutherische Pfarrkirche St. Alban, Saalkirche mit Westturm, wohl von 1392, spätere Veränderungen; mit Ausstattung; spätgotischer Altar aus dem Jahr 1510; Friedhof, im Kern mittelalterliche Mauer, mit Grabsteinen.
- Grenzsteine im Staatswald: Vier Grenz- oder Wildsteine, bezeichnet 1671.
- Sühnekreuz an der Straße nach Gailnau von 1673.[8]
- Wildbannstein: 1543; am Zehntberg.

### Einwohnerentwicklung
| Jahr      | 001818 | 001840 | 001861 | 001871 | 001885 | 001900 | 001925 | 001950 | 001961 | 001970 | 001987 |
| Einwohner | 149    | 170    | 189    | 182    | 184    | 149    | 171    | 249    | 218    | 227    | 256    |
| Häuser    | 33     | 36     |        |        | 33     | 33     | 33     | 31     | 46     |        | 70     |
| Quelle    | [ 10 ] | [ 11 ] | [ 12 ] | [ 13 ] | [ 14 ] | [ 15 ] | [ 16 ] | [ 17 ] | [ 18 ] | [ 19 ] | [ 1 ]  |

## Religion
Der Ort ist Sitz der Pfarrei St. Alban und seit der Reformation evangelisch-lutherisch geprägt. Die Einwohner römisch-katholischer Konfession sind nach Kreuzerhöhung (Schillingsfürst) gepfarrt.